# María Ballesteros
Pour les articles homonymes, voir Ballesteros.
María Ballesteros, née en 1981 à Fregenal de la Sierra, est une actrice espagnole de cinéma et de séries télévisées.

## Filmographie

### Comme actrice
- 2001 : No Shame
- 2001 : Juana la Loca : Catalina
- 2002 : ¿Dónde está? (téléfilm)
- 2003 : Sardinas (court métrage) : Susana
- 2004 : Say Something (court métrage) : Irene
- 2004 : ¿Y tú? (court métrage)
- 2005 : El comisario (série télévisée)
- 2005 : Princesas : Miss Metadona
- 2005 : Destino: Madrid (court métrage)
- 2006 : Con dos tacones (série télévisée)
- 2007 : Ladrones : la mère du voleur
- 2007 : Juego (court métrage)
- 2007 : Noise : Gruska
- 2007 : El regreso de Alicia : Alicia
- 2007 : Desaparecida (série télévisée) : Carla
- 2008 : 8 Dates : Ana
- 2009 : Amanecer en Asia : Paula
- 2010 : La pecera de Eva (es) (série télévisée) : María Padrón
- 2010 : La lavadora (court métrage) : Adriana
- 2008-2010 : Impares (série télévisée) : Cristina Miralles
- 2010-2011 : Impares premium (série télévisée) : Cristina
- 2011 : Homicidios (série télévisée) : Sara Anzue
- 2013 : Balas perdidas (série télévisée) : Agente Caruso
- 2014 : Víctor Ros (série télévisée)
- 2014 : Stela (court métrage) : Claudia / Zina
- 2015 : De chica en chica : Marta
- 2016 : Paseo de los Melancólicos 9, 3º B: 28005 Madrid (court métrage) : Penélope
- 2016 : Que Dios nos perdone : Rosario
- 2018 : Tiempo después
- 2020 : Malasaña 32 : Lola

### Comme réalisatrice
- 2014 : Epitafios (court métrage)

### Comme scénariste
- 2014 : Epitafios (court métrage)